# ココチュ (ベスト部)
ココチュ（Kököčü, ? - ?）は、モンゴル帝国のオッチギン王家に仕えた千人隊長の一人。ベスト部の出身であった。『モンゴル秘史』では闊闊出(kuòkuòchū)と表記される。

## 概要
『モンゴル秘史』によると、テムジン(後のチンギス・カン)が自らのアンダ(義兄弟)であるジャダラン部のジャムカとの離別を決意し移営を始めたとき、道の途中にいたタイチウト氏は驚いてジャムカの側に移った。その時、タイチウト氏に隷属するベスト部の営地にはココチュという名前の幼児が取り残されていた。ココチュを見つけたテムジンの配下は彼をテムジンの母ホエルンに与え、ホエルンは我が子同然に自らのゲルの中で育てたという。
ココチュと同様にホエルンに育てられた者として、ウドイト・メルキト族のクチュ、タタル部のシギ・クトク、フーシン部のボロクルらがおり、この4名について『モンゴル秘史』はホエルンが「子供達のために、『昼は見る眼、夜は聞く耳』となってやることが、他の誰にできようか」と言って自らのゲルの中で養った、と記している。しかし、クチュとココチュの出自については『モンゴル秘史』以外に全く記載がなく、ボロクルが養子であったことを記す史料は他に全く存在せず、シギ・クトクについては確かに『集史』でも養子であったと記すが養母はホエルンでなくボルテにするなど細部が全く咬み合わないことなどから、ホエルンが4人の養子を育てたというエピソードが史実であるかどうかは疑問視されている。
成長後のココチュの活躍については史料上に記載がないが、チンギス・カンがモンゴル高原を統一しモンゴル帝国を建設した際には95人の千人隊長(ミンガン)の一人に数えられた。更にその後、チンギス・カンが95の千人隊の内5つを末弟のテムゲ・オッチギンに分与した際、ココチュの千人隊もそこに含まれ、ココチュはオッチギン王家の王傅に任ぜられた。チンギス・カンによるテムゲ・オッチギンへの分封とオッチギン・ウルスの成立について『モンゴル秘史』は以下のように述べている。
なお、『集史』「チンギス・カン紀」ではテムゲ・オッチギンに対して「オロナウル・ケレングト部の2千人隊と、ベスト部の1千人隊と、ジャジラト部などからなる3つの千人隊を与えた」と記されており、ココチュの千人隊は「ベスト部の1千人隊」に相当すると推測される。
建国直後のモンゴル帝国ではコンゴタン部出身のシャーマンテブ・テングリが宗教的権威を背景にチンギス・カンの一族を上回る権勢を誇っていた。ある時、テブ・テングリの一族がチンギス・カンの弟ジョチ・カサルを打ち据えるという事件が起きたが、チンギス・カンは別事で怒っていたためジョチ・カサルの訴えに耳をかさなかった。更に、この一件に思い悩んだジョチ・カサルが3日間チンギス・カンに会わなかった間に、テブ・テングリはジョチ・カサルが帝位を狙っているとチンギス・カンに吹き込んだため、チンギス・カンはジョチ・カサルの異心を疑って自らジョチ・カサルの下へ向かった。この一件を察知したのがオッチギン王家に仕えるココチュとクチュで、彼等はチンギス・カンとジョチ・カサルの破局を回避するためホエルンに事の一切を報告し、事情を知ったホエルンがチンギス・カンを説得したことでジョチ・カサルは救われた。
これ以後のココチュの活動については記録がない。

## 初期オッチギン・ウルスの5千人隊長
- メルキト部のクチュ(Küčü ＞曲出,qūchū)
- ベスト部のココチュ(Kököčü ＞闊闊出,kuòkuòchū)
- ジャジラト部のジュスク(J̌usuγ ＞種索,zhŏngsuŏ)
- 出身部族不明のコルコスン(Qorqosun ＞豁児豁孫,huōérhuōsūn)
- オロナウル部の千人隊長